# Амурски район
Амурски район е административно-териториална (район) и общинска единица (общински район), в Хабаровския край на Руската федерация.
Административен център е град Амурск.

## География
Амурският район се намира в централната част на Хабаровски край. Общата му площ е 16 269 km2. На запад и югоизток районът граничи с Хабаровски район, на север – с Комсомолски район, на изток – с Нанайски район, а на юг – с Еврейската автономна област.
Територията на района е разположена в рамките на Средноамурската низина и прилежащите към нея разчленени в различна степен планински масиви. Самата Средноамурска низина е долината на река Амур и на долните течения на притоците ѝ. В нея се открояват заливни зони, ниски и високи тераси. Заливните зони на притоците на Амур представляват блатиста туфеста низина. Широко разпространени са ниските тераси над заливните зони, разположени по средното и долното течение на притоците на Амур, които заемат значителна площ от административния район.
Основната водна артерия в северната част на района е река Амур. В района на Амурската широчина реката достига ширина от 1,5 – 2,5 km, средната дълбочина е 10,5 метра, а максималната – 14 метра. В северната част на района тече река Елбан, вливаща се в езерото Оми. В централната част на района, в посока от запад на изток тече река Харпи, вливаща се в езерото Болон. От запад на изток на територията на района също така текат реките: Селгон, Алкан, Укур, Дирга, Дарга и други, които имат множество притоци. В посока юг тече река Тунгуска. На територията на района има няколко езера, в това число и 3 големи – Болон, Падали и Оми.

## История
На 1 февруари 1963 година в състава на Хабаровския край е образуван Амурски промишлен район с център в селището Амурск. В състава на района влизат селските съвети Нижнетамбовски, Падали, Селихински, Хурбински, Хурмулински, Чапаевски, Еворонски и селищата от градски тип Амурск, Болон, Литовко, Хунгари, Елбан (от бившия Комсомолски район), както и селските съвети Анюйски, Горноманомински, Джонкински и селището от градси тип Инокентевка (прехвърлени от бившия Нанайски район).
На 22 май същата година селският съвет Нижнетамбовски е придаден към Комсомолския селски район. На 13 август 1964 г. селските съвети Анюйски и Верхнеманомински са прехвърлени към Нанайския селски район.
На 12 януари 1965 година Амурският промишлен район е преобразуван в Амурски район. В състава му тогава влизат: от бившия Амурски промишлен район – селищата Амурск, Болон, Литовко, Елбан и селския съвет Падалински; от бившия Комсомолски селски район – селските съвети Вознесеновски, Джуенски и Омински; а от бившия Хабаровски селски район – Голубиченски.
На 28 октомври 1971 г. от част от територията на Литовко е образуван селския съвет Санболински. Едновременно с това селският съвет Голубиченски преминава към Литовко.
На 27 декември 1973 г., селището от градски тип Амурск е преобразувано в град на краево подчинение.
На 31 март 1977 г. от Нанайския район към Амурския е прехвърлен селския съвет Болонски, който на 13 февруари 1978 г. е преименувано на Ачански. На 30 май същата година селският съвет Вознесеновски е преименуван на Вознесенски.
През 1991 – 92 г. селските и селищните съвети са преобразувани в селски и селищни администрации.
На 27 януари 1999 г. Болонската селищна администрация е преобразувана в селска.

## Население
Населението на района според преброяването от 2002 година, включително Амурск, възлиза на 75 032 души, от тях 36 480 мъже и 38 552 жени (съответно 48,6 %% и 51,4 %).
На 1 януари 2009 г. цялото население на областта е пресметнато на 70 457 души. Най-големият населен пункт на района е град Амурск, с население от 45 623 души. Други по-големи населени места са селищата от градски тип Елбан с население от 12 466 души и Литовко с население от 2353 души.
Урбанизация
В градски условия (град Амурск и селището от градски тип Елбан) живее 84,98 % от населението на района.

## Териториално устройство
В Амурския район има 35 населени места, разделени в 2 градски и 8 селски селищни района.:
Град Амурск, селището от градски тип Елбан, селата Ачан, Джуен, Вознесенско, Оми, Падали са приравнени на райони от Крайния Север.